# Macroclinium doderoi
Macroclinium doderoi är en orkidéart som beskrevs av Mora-ret. och Franco Pupulin. Macroclinium doderoi ingår i släktet Macroclinium och familjen orkidéer.
Artens utbredningsområde är Costa Rica. Inga underarter finns listade i Catalogue of Life.